# John Booth
John Alfred Booth (Rotherham, 18 de dezembro de 1954) é um dirigente esportivo britânico.
Foi piloto de Fórmula Ford na década de 1980. Fundou a Manor Motorsport em 1990 que obteve vários títulos de Fórmula Renault e Fórmula 3 Europeia. Entre 2010 e 2015 ele foi o chefe de equipe da Virgin Racing/Marussia F1 Team. Ele foi inicialmente o diretor esportivo da equipe, mas assumiu o cargo de chefe de equipe no lugar de Alex Tai menos de um mês após o lançamento da equipe. Em abril de 2016, Booth tornou-se diretor de corridas da equipe de Fórmula 1 Toro Rosso. Mas com a Manor tendo aumentado seus esforços em carros esportivos depois de subir para a categoria LMP1, Booth decidiu se afastar da Fórmula 1, em 23 de abril de 2018, ele confirmou sua saída da equipe italiana e que a partir de então iria se concentrar totalmente no programa da Manor na classe LMP1.